# The Ichinose Family's Deadly Sins
The Ichinose Family's Deadly Sins (一ノ瀬家の大罪, Ichinose-ke no Taizai) est un shōnen manga dessiné par Taizan 5. Il est prépublié du 14 novembre 2022 au 6 novembre 2023 dans le Weekly Shōnen Jump, puis publié en 6 volumes reliés par l'éditeur japonais Shūeisha. La version française est éditée par Kana entre mai 2024 et mars 2025

## Synopsis
Un jeune garçon, Tsubasa Ichinose, perd la mémoire à la suite d'un accident de voiture. Il est temps pour lui de revoir sa famille, une famille qu'il ne reconnait pas, et il se trouve que sa famille a subi le même sort, et décident de renouer des liens en racontant des souvenirs fictifs, mais une fois chez lui, il se rend compte que sa famille n'était pas celle qu'il s'était imaginé...

## Manga
Le manga The Ichinose Family's Deadly Sins est par Taizan 5. La série débute sa publication dans le 50e numéro du Weekly Shōnen Jump publié le 14 novembre 2022,. La série est éditée sous forme de volumes reliés par Shūeisha.

### Liste des volumes
| no | Japonais        | Japonais          | Français         | Français          |
| no | Date de sortie  | ISBN              | Date de sortie   | ISBN              |
| --- | --------------- | ----------------- | ---------------- | ----------------- |
| 1 | 3 mars 2023     | 978-4-08-883437-5 | 24 mai 2024      | 978-2-50-512650-8 |
| Liste des chapitres : - Chapitre 1 : La renaissance de la famille Ichinose (ーノ瀬家の 復活, No Sekano Fukkatsu) - Chapitre 2 : Le retour de Tsubasa à l'école (翼の登校, Tsubasa no Tōkō) - Chapitre 3 : Le quotidien de Tsubasa (翼の日常, Tsubasa no Nichijō) - Chapitre 4 : Les souvenirs de Nakajima (中嶋の追憶, Nakajima no Tsuioku) - Chapitre 5 : La vengeance de Tsubasa (翼の復讐, Tsubasa no Fukushū) - Chapitre 6 : Rencontre avec Shiori (詩織の遭遇, Shiori no Sōgū) - Chapitre 7 : La filature de Tsubasa (翼の追跡, Tsubasa no Tsuiseki) |                 |                   |                  |                   |
| 2 | 2 juin 2023     | 978-4-08-883493-1 | 24 mai 2024      | 978-2-50-512651-5 |
| Liste des chapitres : - Chapitre 8 : La ruée de Tsubasa (翼の疾走, Tsubasa no Shissō) - Chapitre 9 : Tsubasa à la rescousse (翼の救済, Tsubasa no Kyūsai) - Chapitre 10 : La disparition de Kakeru (翔の消失, Kakeru no Shōshitsu) - Chapitre 11 : Les retrouvailles avec Tsubasa (翼の再会, Tsubasa no Saikai) - Chapitre 12 : Kakeru retrouvé (翔の発覚, Kakeru no Hakkaku) - Chapitre 13 : Les souvenirs de Minako (美奈子の追憶, Minako no Tsuioku) - Chapitre 14 : Les aveux de Minako (美奈子の告白, Minako no Kokuhaku) - Chapitre 15 : La disparition de Minako (美奈子の消失, Minako no Shōshitsu) - Chapitre 16 : Les aveux de Kôzô (耕三の告白, Kōzō no Kokuhaku)                        |                 |                   |                  |                   |
| 3 | 4 août 2023     | 978-4-08-883588-4 | 12 juillet 2024  | 978-2-50-512652-2 |
| Liste des chapitres : - Chapitre 17 : La vérité sur Tsubasa (翼の真実, Tsubasa no Shin'jitsu) - Chapitre 18 : La vérité sur la famille Ichinose (一ノ瀬家の現実, Ichinoseke no Gen'jitsu) - Chapitre 19 : La quête de Minako (美奈子の追求, Minako no Tsuikyū) - Chapitre 20 : La conscience de Kôzô (耕三の良心, Kōzō no Ryōshin) - Chapitre 21 : L'étrange comportement de Sachie (幸恵の異変, Sachie no Ihen) - Chapitre 22 : Le souhait de Sachie (幸恵の願い, Sachie no Negai) - Chapitre 23 : Le bonjour de Tsubasa (翼のおはよう, Tsubasa no Ohayō) - Chapitre 24 : Le retour de Tsubasa (翼の復活, Tsubasa no Fukkatsu) - Chapitre 25 : Le réveil de Tsubasa (翼の覚醒, Tsubasa no Kakusei) |                 |                   |                  |                   |
| 4 | 4 octobre 2023  | 978-4-08-883660-7 | 6 septembre 2024 | 978-2-50-512653-9 |
| Liste des chapitres : - Chapitre 26 : La confession de Shiori (詩織の告白, Shiori no Kokuhaku) - Chapitre 27 : Les doutes de Tsubasa (翼の疑惑, Tsubasa no Giwaku) - Chapitre 28 : La confusion de Tsubasa (翼の混乱, Tsubasa no Konran) - Chapitre 29 : La vérité sur Sôta (颯太の真実, Sōta no Shinjitsu) - Chapitre 30 : Les souvenirs de Sôta (颯太の記憶, Sōta no Kioku) - Chapitre 31 : Les souvenirs de Sachie (幸恵の記憶, Sachie no Kioku) - Chapitre 32 : La dégringolade de la famille Ichinose (ーノ瀬家の崩壊, Ichinose-ke no Hōkai) - Chapitre 33 : Le présent de Sôta (颯太の現在, Sōta no Genzai) - Chapitre 34 : La rencontre inattendue avec Tsubasa (翼の邂逅, Tsubasa no Kaikō) |                 |                   |                  |                   |
| 5 | 4 décembre 2023 | 978-4-08-883789-5 | 24 janvier 2025  | 978-2-50-512654-6 |
| Liste des chapitres : - Chapitre 35 : La vie de Tsubasa (翼の生活, Tsubasa no Seikatsu) - Chapitre 36 : Kenta se dévoile (けんたの発覚, Kenta no Hakkaku) - Chapitre 37 : Le conflit intérieur de Tsubasa (翼の葛藤, Tsubasa no Kattō) - Chapitre 38 : Les souvenirs de Kenta (けんたの記憶, Kenta no Kioku) - Chapitre 39 : Les réminiscences de Sôta (颯太の追憶, Sōta no Tsuioku) - Chapitre 40 : La déception de Sôta (颯太の失意, Sōta no Shitsui) - Chapitre 41 : Les retrouvailles de la famille Ichinose (ーノ瀬家の再会, Ichinose-ke no Saikai) - Chapitre 42 : Les réminiscences de Shiori (詩織の追憶, Shiori no Tsuioku) - Chapitre 43 : Le souhait de Sôta (颯太の願い, Sota no Negai) |                 |                   |                  |                   |
| 6 | 4 mars 2024     | 978-4-08-883847-2 | 21 mars 2025     | 978-2-50-513292-9 |
| Liste des chapitres : - Chapitre 44 : Le cri de Tsubasa (翼の叫び, Tsubasa no Sakebi) - Chapitre 45 : Le plus ancien désir de Kakeru (翔の宿願, Kakeru no Shukugan) - Chapitre 46 : Le souhait de Kakeru (翔の願い, Kakeru no Negai) - Chapitre 47 : Le retour de la famille Ichinose (一ノ瀬家の帰還, Ichinose-ke no Kikan) - Chapitre final : Les péchés de la famille Ichinose (一ノ瀬家の大罪, Ichinose-ke no Taizai) |                 |                   |                  |                   |

### Sources
1. ↑  « Les quatre prochains numéros du Weekly Shonen Jump promettent quatre nouveaux mangas », sur Anime News Network, 6 novembre 2022 (consulté le 13 avril 2023).
2. ↑  (ja) « 「タコピーの原罪」のタイザン5が描く、新時代ホームドラマがジャンプで開幕 », sur natalie.mu,‎ 14 novembre 2022 (consulté le 13 avril 2023).

### Œuvres

#### Édition japonaise
1. 1 2 3  (ja) Tome 1 sur shueisha.co.jp.
2. 1 2  (ja) Tome 2 sur shueisha.co.jp.
3. 1 2  (ja) Tome 3 sur shueisha.co.jp.
4. 1 2  (ja) Tome 4 sur shueisha.co.jp.
5. 1 2  (ja) Tome 5 sur shueisha.co.jp.
6. 1 2  (ja) Tome 6 sur shueisha.co.jp.

#### Édition française
1. 1 2  (fr) Tome 1 sur kana.fr.
2. 1 2  (fr) Tome 2 sur kana.fr.
3. 1 2  (fr) Tome 3 sur kana.fr.
4. 1 2  (fr) Tome 4 sur kana.fr.
5. 1 2  (fr) Tome 5 sur kana.fr.
6. 1 2  (fr) Tome 6 sur kana.fr.